# بوتزو
شهر بوتزو در ایالت مکلنبورگ-فورپومرن در کشور آلمان واقع شده است.